# (52285) Kakurinji
(52285) Kakurinji est un astéroïde de la ceinture principale.

## Description
(52285) Kakurinji est un astéroïde de la ceinture principale. Il fut découvert le 30 juillet 1990 à Geisei par Tsutomu Seki. Il présente une orbite caractérisée par un demi-grand axe de 2,40 UA, une excentricité de 0,24 et une inclinaison de 3,1° par rapport à l'écliptique.

## Compléments